# Denis Bouchard
 (juillet 2020).
Si vous disposez d'ouvrages ou d'articles de référence ou si vous connaissez des sites web de qualité traitant du thème abordé ici, merci de compléter l'article en donnant les références utiles à sa vérifiabilité et en les liant à la section « Notes et références ».
Pour les articles homonymes, voir Denis Bouchard (homonymie) et Bouchard.
Denis Bouchard, né le 9 octobre 1953 à L'Abord-à-Plouffe. Il est acteur, metteur en scène, directeur artistique et dramaturge québécois.
Il entreprend ses études collégiales au Collège André-Grasset et obtient son diplôme en 1973.

## Biographie
Il joue dans une trentaine de pièces de théâtre, dont Bousille et les justes et Les Fridolinades de Gratien Gélinas, Sacrée Manon, Damnée Sandra de Michel Tremblay, ainsi que Bang dont il est l’auteur et, plus récemment, dans Glengarry Glen Ross de David Mamet. 
À la télévision, il personnifie Lulu dans Lance et compte et Marc dans Toute la vérité, rôle qui lui vaut en 2012, le prix Artis du meilleur rôle masculin dans une série télévisée québécoise. Il a aussi incarné le sympathique Hugo dans Annie et ses hommes, rôle pour lequel il s'est mérité plusieurs autres prix Artis et Gémeaux. 
Au cinéma, il joue dans plus de vingt-cinq films, dont La Petite Reine et Les Matins infidèles pour lequel il remporte le prix Guy-L'Écuyer ainsi que le Bayard d'Or du meilleur comédien au Festival international du film francophone de Namur en Belgique. 
Il assure la mise en scène ou la direction artistique de plus de cent spectacles, dont ceux de Garou, Stéphane Rousseau, Anthony Kavanagh et Grégory Charles. Il a aussi conçu le spectacle de l’OSM soulignant le centenaire de l'équipe de hockey sur glace des Canadiens de Montréal. Il signe aussi la mise en scène de la pièce Ladies Night qui connaît un succès fort appréciable pendant plusieurs années. De plus, il travaille à la conception de la version concert de l’opéra rock Notre-Dame de Paris présenté en Ukraine, Russie, Paris-Bercy en 2011, à Beyrouth en 2012 et en Russie en 2013. Denis Bouchard met également en scène le spectacle de Daniel Lavoie (Québec, France, Russie). On lui doit aussi la mise en scène de Mozart, l'opéra rock, en version concert à Paris.  En 2015, il travaille avec Daniel Lemire pour la mise en scène du spectacle de ce dernier à Montréal et en tournée. 
Denis Bouchard incarne le personnage de Jean-Christophe dans la série télévisée québécoise L'Imposteur, mettant en vedette Marc-André Grondin, diffusée sur le réseau TVA à partir de l'automne 2016.

## Filmographie

### À la télévision
- 1978-1984 : Terre humaine : Pit , SRC
- 1979-1980 : Jeunes en liberté (série TV) : Jeune, SRC
- 1979-1980 : Frédéric : Jean-Luc, SRC
- 1979 : Sainte Carmen de la Main (téléthéâtre), rôle parmi le chœur, SRC
- 1980-1983 : Pop Citrouille (série jeunesse) : rôles multiples, SRC
- 1980-1982 : Boogie-woogie 47 (série TV) : Lionel, SRC
- 1980 : Jeune Délinquant (série TV) : Jeune, SRC
- 1983-1984 : Court-circuit : rôles multiples, SRC
- 1985 : La Déprime : rôles multiples , Radio-Québec
- 1985 : Lance et compte : Lulu, TVA
- 1985-1986 : Racing to the Bomb / La Course à la bombe (télésérie) : Louis, CBC Toronto
- 1986 : Avec un grand A, épisode Sophie, Liliane et Normand : Normand, Radio-Québec
- 1986 : Les Aiguilleurs (téléthéâtre) SRC
- 1987 : Lance et Compte II :  Lulu, TVA
- 1988 : Lance et Compte III : Lulu, TVA
- 1990 : Lance et Compte - LE CRIME DE LULU (téléfilm) : Lulu, TVA
- 1991-1994 : Scoop : Ange-Albert, SRC
- 1992 : Les Fridolinades : Fridolin, SRC
- 1992 : Avec un grand A, épisode Ça fait pas partie de la job : Philippe, Radio-Québec
- 1993 : Tristan et Juliette ou L'amour en l'an 2000 (téléfilm) : Tristan Réal, Informaction Films
- 1993 : Avec un grand A, épisode Femme cherche homme : Richard, Radio-Québec
- 1994 : René Lévesque : René Lévesque, TVA
- 1994 : Avec un grand A, épisode La Danse du divorce : Normand, Radio-Québec
- 1995 : Avec un grand A, épisode La Mouche et les deux carrés de sucre : Thomas, Radio-Québec
- 1997-1999 : Sauve qui peut : Paul, TVA
- 2000 : 4 et demi… : Fred De Castelnau, SRC
- 2002 : Lance et Compte – NOUVELLE GÉNÉRATION : Lulu, TQS
- 2002 : Le Petit Monde de Laura Cadieux : Dédé, TVA, Séries+
- 2002-2009 : Annie et ses hommes : Hugo Nadeau, TVA
- 2003 : Lance et Compte – LA RECONQUÊTE : Lulu, TVA
- 2006 : Lance et Compte – LA REVANCHE : Lulu, TVA
- 2008 : Lance et Compte – LE GRAND DUEL : Lulu, TVA
- 2009-2014 : Toute la vérité : Marc Hamelin, TVA
- 2011 : Lance et Compte – LA DÉCHIRURE : Lulu , TVA
- 2015 : Lance et Compte – LA FINALE : Lulu , TVA
- 2015-2016 : 30 vies : Jean-François Mailloux, SRC
- 2016-2017 : L'Imposteur : Jean-Christophe, TVA
- 2018 : Discussions avec mes parents : Roch Garneau
- 2021-2022 : District 31 (saison 6): Sylvain Coulombe, enquêteur retraité

### Au cinéma
- 1980 : Le Château de cartes : fakir
- 1982 : L'Acteur et la Voisine : l'acteur
- 1985 : L'Homme de papier : l'homme de papier
- 1987 : Les Tisserands du pouvoir I et II : Baptiste
- 1988 : Jésus de Montréal : l'ambulancier
- 1989 : Les Matins infidèles : Jean-Pierre
- 1989 : Un autre homme : le ministre
- 1990 : Le Marché du couple : Tristan
- 1990 : Rafales : Louis-Philippe Trépanier
- 1990 : La nuit tous les chats sont gris (court métrage)
- 1990 : Ding et Dong, le film : Leboeuf
- 1991 : Tirelire, combines et cie : le père de Benoit
- 1991 : Love-moi : le fonctionnaire
- 1991 : Une histoire inventée : l'accordeur de piano
- 1992 : La Florida : Sylvain
- 1993 : Flore : André
- 1994 : La Nuit des rois : Réjean
- 1995 : L’Homme idéal : Albert
- 1996 : La Fabrication d'un meurtrier d'Isabelle Poissant : monsieur Ré
- 1998 : C't'à ton tour, Laura Cadieux de Denise Filiatrault : Dédé
- 1998 : Histoires d'hiver : Maurice
- 2003 : Les Invasions barbares : Duhamel
- 2004 : Maman Last Call : Marcel
- 2009 : Y’en aura pas de facile : Philippe
- 2010 : Lance et Compte : le film : Lulu
- 2013 : La Petite Reine : Alain Melançon
- 2018 : La Chute de l'empire américain de Denys Arcand : Gilles Sainte-Marie, le sous-ministre des transports.

## Théâtre
- 1978 : Beauté baroque : rôles multiples, Place des Arts
- 1978 : La Tête de monsieur Ferron : rôles multiples, Théâtre d'Aujourd'hui
- 1978 : A Canadian Play, Une plaie canadienne : rôles multiples, Théâtre d'Aujourd'hui
- 1979 : La Complainte des hivers rouges : rôles multiples, Théâtre Arlequin
- 1980 : François Villon, poète : rôles multiples , Café Les fleurs du mal
- 1980 : Le Temps d'une vie : Victorien, NCT
- 1980 : J'te parle mieux quand j'te l'écris : rôles multiples, Théâtre d'Aujourd'hui
- 1981 : Périclès : rôles multiples, CNA
- 1981-1983 : La Déprime : rôles multiples, en tournée québécoise
- 1982 : Le Sot d'ostie : rôles multiples Théâtre d'Aujourd'hui
- 1983 : Jeux de force : rôles multiples, Théâtre d'Aujourd'hui
- 1985 : Raz-de-marée : rôles multiples, Théâtre La Licorne
- 1987 : Les Fridolinades : Fridolin , CNA et Théâtre du Rideau Vert
- 1990 : Les Fridolinades II : Fridolin, Théâtre du Rideau Vert
- 1991 : La Trilogie des Brassard : Sandra / Toothpick, Théâtre d'Aujourd'hui
- 1991 : La Farce de l’âge : rôles multiples
- 1991, 1993 : La Cité interdite : François, NCT
- 1992 : Pare-chocs : rôles multiples, mise en scène de R. Girard, Théâtre des Grands Chênes et tournée québécoise
- 1992 : Les Précieuses ridicules et Le Médecin malgré lui : rôles multiples, Théâtre du Rideau Vert
- 1994 : On est né pour un banquet (lecture) : rôles multiples Monument-National
- 1995 : Hollywood : Charlie Fox, NCT
- 1996-1997 : Bousille et les Justes : Bousille, Théâtre Profusion, Théâtre du Vieux-Terrebonne, tournée québécoise, NCT
- 1998 : Le Miroir aux Tartuffes : rôles multiples, La Compagnie Jean Duceppe
- 2001-2017 : Ladies Night : Gérald, mise en scène. : Denis Bouchard, Théâtre Olympia et tournée québécoise
- 2007-2009 : Bang - One Man Show : rôles multiples Texte et m.e.s. Denis Bouchard et Yves Aucoin, Théâtre St-Denis et tournée québécoise
- 2009-2011 : Ça se joue à deux : rôles multiples, mise en scène: Denis Bouchard, Théâtre St-Denis et tournée québécoise
- 2015 : Glengarry Glen Ross : Levene, Théâtre du Rideau Vert
- 2025 : Fallait pas dire ça : Normand, réécriture et mise en scène, tournée québécoise

## Ligue nationale d'improvisation
- 1978-1986 : Ligue nationale d'improvisation Membre de l'équipe des Noirs - MUNDIAL à Paris (1986)
- 1993 : Ligue nationale d'improvisation Tournée européenne des joueurs étoiles
- 2007 : Ligue nationale d'improvisation Intronisation au Temple de la renommée

## Mises en scène
- 1990 : Spectacle de Le Groupe Sanguin avec Robert Lepage, à Montréal et en tournée québécoise
- 1990 : Spectacle de Daniel Lemire, à Montréal et en tournée québécoise
- 1993 : Spectacle de Daniel Lemire, à Montréal et en tournée québécoise
- 1993-1997 : Les Galas Juste pour Rire, Montréal
- 1995 : Spectacle Kissing Rain de Roch Voisine, tournée au Québec et au Canada
- 1995 : Spectacle de Daniel Lemire, à Montréal et en tournée québécoise
- 1995 : Spectacle de Marc Dupré (1re partie du spectacle de Céline Dion), tournée
- 1996 : Concert Solidarité pour le Saguenay, Centre Molson, Montréal
- 1996 : Spectacle de clôture du Forum de Montréal, Montréal
- 1996 : Spectacle d’ouverture du Centre Molson, Montréal
- 1996-1997, 1999 : Gala de l’ADISQ, Montréal
- 1998 : Consultant à la mise en scène du spectacle Let’s Talk About Love de Céline Dion
- 1999 : Comédie musicale Grease, à Montréal et Québec
- 1999-2000 : Spectacle d’Anthony Kavanagh, au Québec et à Paris
- 1999-2001 : Spectacle de Stéphane Rousseau, au Québec et à Paris
- 2000 : Cent ans en chantant, diffusion TVA
- 2000 : Comédie musicale Grease, Théâtre St-Denis, Montréal
- 2000 : Comédie musicale Grease, Elgin Theatre, Toronto
- 2000 : Spectacle Carte blanche à Eric Lapointe, Les FrancoFolies de Montréal
- 2000 : Traduction, adaptation et mise en scène de La Cage aux folles, à Montréal et à Québec
- 2001 : La Bottine Souriante, Spectrum de Montréal
- 2001 : Spectacle du 40e anniversaire de la Délégation du Québec à Paris, Paris
- 2001 : Super Cirque Zellers, Centre Molson, Montréal
- 2001 : Spectacle de Stéphane Rousseau, Le Bataclan à Paris
- 2001 : Spectacle Les 25 ans de la Bottine Souriante, Les Francofolies de Montréal
- 2001 : Spectacle La fête antillaise, Les FrancoFolies de Montréal
- 2001 : Spectacle Les cyclones, Festival Juste pour Rire, Montréal
- 2001 : Pièce Les voisins, de Claude Meunier, à la Compagnie Jean Duceppe, Montréal
- 2001 : D’Amérique et de solidarité, diffusion TVA
- 2001 : Spectacle de Mario Pelchat, au Théâtre St-Denis, Montréal
- 2002 : Fête africaine, FrancoFolies 2002, Montréal
- 2002 : Journée mondiale de la Jeunesse, Québec
- 2002 : Gala Juste pour Rire – Frank Dubosc et Stéphane Rousseau, Montréal
- 2002-2004 : Traduction, adaptation et mise en scène de Ladies Night, Théâtre Corona, Montréal et tournée québécoise
- 2002-2006 : Spectacle Noir et Blanc - Grégory Charles, Th. St-Denis et Centre Bell, Montréal; Beacon Theatre, N.-Y.
- 2003 : Gala MétroStar, diffusion TVA
- 2003 : Super Cirque, Centre Bell, Montréal
- 2003 : Lancement du 2e album de Garou au Medley, Montréal
- 2003-2004 : Les Noces de tôle de Claude Meunier, au Théâtre Jean-Duceppe et en tournée québécoise
- 2004 : Spectacle de Garou, en Pologne et en Russie
- 2004 : 400e anniversaire, Congrès mondial acadien, Halifax
- 2004 : Il était une fois des gens heureux (Festival d’été de Québec et captation pour la télévision)
- 2004 : Gala MétroStar, diffusion TVA
- 2005 : Directeur de l’Académie, Star Académie, Productions J
- 2006 : Spectacle de Garou à l’Olympia de Paris, et en Tchéquie, tournée en Europe
- 2006 : Le Québec a des elles, Productions Zone III
- 2006 : Pièce Les Voisins, Théâtre Hector-Charland, L’Assomption
- 2006 : Spectacle Amadeus, Orchestre symphonique de Laval
- 2007 : Spectacle de Frédérick De Grandpré, Montréal, Québec et en tournée québécoise
- 2009 : OSM – Les Glorieux, Montréal
- 2010 : OSM – Spectacle bénéfice en hommage au courage du peuple haïtien, Montréal
- 2010 : Spectacle de Garou, en France
- 2010-2013 : Spectacle de Notre-Dame-de-Paris, version concert, en Russie, en Ukraine, au Palais omnisports Bercy-Paris et Beyrouth
- 2011 : C'est Noël avec Paul et Paul, Avanti Ciné Vidéo, Société Radio-Canada
- 2011 : Spectacle de Jean-Pierre Ferland - Les noces d’or de l’album Jaune, FrancoFolies de Montréal
- 2011-2017 : Pièce Ladies Night, tournée québécoise
- 2012 : Spectacle de Daniel Lavoie, au Québec et en Europe
- 2012-2013 : Spectacle Mozart - version concert, Russie
- 2013 : Music-Hall de la Baronne du Cirque Éloize, dans le cadre de Complètement Cirque, Montréal
- 2014 : Spectacle Mozart- version concert, Paris
- 2014 : La Déprime, Théâtre du Rideau Vert
- 2015 : Spectacle de Daniel Lemire, à Montréal et en tournée québécoise
- 2016 : Spectacle Boucar Diouf et l'OSM, Noël métissé serré, Maison Symphonique de Montréal
- 2016 : Spectacle 3 heures à Paris, tournée en Europe de l'Est

## Dramaturge
- 1981 : La Déprime (théâtre), pièce écrite en collaboration avec Rémy Girard, Raymond Legault et Julie Vincent, parue chez VLB Éditeur, 200 p., septembre 1991
- 1985 : Raz-de-marée (théâtre), coauteur avec Rémy Girard
- 1991 : La Farce de l’âge (théâtre), coauteur avec Rémy Girard, Suzanne Champagne et Pierrette Robitaille
- 1992 : Pare-chocs (théâtre), coauteur avec Rémy Girard
- 2007 : Bang Théâtre (théâtre), pièce publiée aux éditions Michel Brûlé, 120 p., octobre 2008

## Publicité
- 1995-1996 : Molson-O’Keefe/Grand Nord, La Brasserie Molson-O’Keefe
- 1997-1999 : Toyota
- 1997 : London Life
- 2006-2009 : La Fondation Mise sur toi - Loto-Québec, Tables de jeux

## Distinctions
- 1989 : Lauréat du Bayard d'Or du Meilleur comédien pour Les Matins infidèles au Festival international du film francophone de Namur
- 1989 : Lauréat du Gémeaux «Meilleure interprétation masculine rôle de soutien : dramatique» pour Lance et Compte III
- 1990 : Lauréat du Prix Guy-L'Écuyer dans le cadre des Rendez-vous du Cinéma québécois pour son interprétation dans Les Matins infidèles
- 1995 : Lauréat du Prix du public étudiant de la NCT «Meilleure interprétation masculine» pour Hollywood
- 1995 : Nomination - Gémeaux « Meilleure interprétation : série ou spécial humoristique » pour Les Fridolinades
- 1996 : Lauréat du Félix «Émission d’humour de l’année» pour Juste pour Rire avec Yvon Deschamps
- 1996 : Nomination - Gémeaux « Meilleure interprétation premier rôle masculin : série ou émission dramatique » pour L’Amour avec un Grand A
- 1997 : Lauréat du Prix des abonnés de la NCT «Meilleure interprétation masculine» pour Bousille et les justes
- 1999 : Lauréat du Olivier «Spectacle de l’année» pour Stéphane Rousseau en spectacle
- 1999 : Nomination - Genies « Performance by an Actor in a Leading Role » pour Histoires d’hiver
- 1999 : Nomination - Masque « Spectacle de l’année » pour Grease
- 1999 : Nomination - Masque « Meilleure mise en scène » pour Grease
- 1999 : Nomination - Masque « Grand prix du public » pour Grease
- 1999 : Nomination - Jutra « Meilleur acteur de soutien » pour C’t’à ton tour, Laura Cadieux
- 2003 : Lauréat du Félix «Metteur en scène de l’année» pour le spectacle de Grégory Charles
- 2003 : Lauréat du Félix «Spectacle de l’année» pour le spectacle de Grégory Charles
- 2003 : Lauréat du Gémeaux «Meilleure interprétation premier rôle masculin : téléroman, comédie» pour Annie et ses hommes
- 2003 : Lauréat du MétroStar «Rôle masculin : téléroman» pour Annie et ses hommes
- 2004 : Lauréat du Gémeaux «Meilleure interprétation premier rôle masculin : téléroman» pour Annie et ses hommes
- 2004 : Lauréat du MétroStar «Rôle masculin : téléroman» pour Annie et ses hommes
- 2005 : Lauréat du Gémeaux «Meilleure interprétation, premier rôle masculin : téléroman» pour Annie et ses hommes
- 2005 : Lauréat du MétroStar «Rôle masculin : téléroman» pour Annie et ses hommes
- 2006 : Lauréat du Gémeaux «Meilleure interprétation, premier rôle masculin : téléroman» pour Annie et ses hommes
- 2006 : Lauréat du Prix Artis «Rôle masculin : téléroman québécois» pour Annie et ses hommes
- 2007 : Lauréat du Gémeaux «Meilleure interprétation, premier rôle masculin : téléroman» pour Annie et ses hommes
- 2007 : Lauréat du Prix Artis «Rôle masculin : téléroman québécois» pour Annie et ses hommes
- 2008 : Lauréat du Prix Artis «Rôle masculin : téléroman québécois» pour Annie et ses hommes
- 2008 : Nomination - Gémeaux «Meilleure interprétation, premier rôle masculin : téléroman» pour Annie et ses hommes
- 2009 : Lauréat du Prix Gémeaux «Meilleure interprétation, premier rôle masculin : téléroman» pour Annie et ses hommes
- 2009 : Nomination - Prix Artis «Personnalité masculine de l’année»
- 2009 : Nomination - Prix Artis «Rôle masculin : téléroman québécois» pour Annie et ses hommes
- 2010 : Lauréat du Prix Artis «Rôle masculin : téléroman québécois» pour Annie et ses hommes
- 2011 : Nomination - Prix Artis «Rôle masculin : télésérie québécoise» pour Toute la vérité
- 2012 : Lauréat du Prix Artis «Rôle masculin : télésérie québécoise» pour Toute la vérité
- 2013 : Nomination - Prix Artis «Rôle masculin : télésérie québécoise» pour Toute la vérité
- 2014 : Nomination - Prix Artis «Rôle masculin : télésérie québécoise» pour Toute la vérité
- 2015 : Nomination - Prix Artis «Rôle masculin : télésérie québécoise» pour Toute la vérité